# Rhein-Main International Montessori School
La Rhein-Main International Montessori School (souvent abrégé RIMS) est une école privée avec l’école maternelle, l’école élémentaire et le Gymnasium (équivalent du lycée en France) à Friedrichsdorf, Hesse, Allemagne. L’école est la deuxième école secondaire étant la Philipp-Reis-Schule (PRS). L’école avec la pédagogie Montessori compte environ 47 professeurs et 370 élèves.